# Arkles Bay
Arkles Bay est une des banlieues les plus au nord de la zone métropolitaine continue d’ Auckland située dans l’Île du Nord de la Nouvelle-Zélande.

## Situation
Elle est localisée sur le côté sud de la péninsule de Whangaparaoa, sur la Côte des Hibiscus, localisée  à 25 kilomètres (15,5342798 mi) au nord de Auckland CBD.
Pour les besoins de gouvernance locale, elle constitue une partie  de la zone du ward d’Albany (en) .
Arkles Bay est connue pour ses plages abritées, adaptées pour la nage et pour la pratique de la planche à pagaie.

## Histoire
Le  premier  colon  européen  dans le secteur fut William Laing Thorburn, qui acheta des terrains à cet endroit en 1854 après avoir coupé du bois de chauffage au niveau du fleuve Weiti à partir de 1848  et au delà.
En 1878, sa ferme fut achetée par un immigrant écossais : George Arkles, qui assura le  fonctionnement de maisons en location ( boarding houses ) avec son frère : Andrew Arkles au niveau de la baie .

## Démographie
Arkles Bay couvre une surface de 0,18 km2.
C’est une partie du secteur plus large de Stanmore Bay : zone statistique du centre de Whangaparāoa .
Arkles Bay avait une population de 252 habitants lors du recensement néo-zélandais de 2018, en augmentation de 9 personnes (3,7 %) depuis le recensement néo-zélandais de 2013, et une augmentation de 27 personnes  (12,0 %) depuis le recensement de 2006 en Nouvelle-Zélande.
Il y avait 111 logements , comprenant 117 hommes et 132 femmes donnant un sexe-ratio de 0,89 homme pour une femme, avec 39 personnes(15,5 %) âgées de moins de 15 ans, 36 personnes (14,3 %) âgées de 15 à 29 ans, 120 personnes (47,6 %) âgées de 30 à 64 ans, et 57 personnes (22,6 %) âgées de 65 ans et plus 
L’ethnicité était pour 91,7 % européens (en) /Pākehās, pour 8,3 % Māoris, 3,6 % personnes venant du Pacifique (en) et 6,0 % personnes d’origine asiatique (en).
Les personnes peuvent s’identifier de plus d’une ethnicité en fonction de l’origine de leurs parents.
Bien que certaines personnes refusent de répondre à la question du recensement concernant leur affiliation religieuse , 51,2 % n’ont aucune religion, 36,9 % sont chrétiens (en), 1,2 % sont hindouistes (en) et 2,4 % sont bouddhistes (en).
Parmi ceux d’au moins 15 ans d’âge , 45 personnes (21,1 %) ont un niveau de licence ou un degré supérieur et 36 personnes (16,9 %) n’ont aucune qualification formelle.
51 personnes (23,9 %) gagnaient plus de 70 000 $ comparées aux 17,2 % au niveau national.
Le statut d’emploi de ceux d’au moins 15 ans d’âge, était pour 96 personnes (45,1 %)  un emploi à plein temps , pour 42 personnes (19,7 %) :un emploi à temps partiel et 6 personnes  (2.8%) étaient sans emploi .